# 꿈꾸는 다락방 (책)
《꿈꾸는 다락방》이란 이지성이 지은 자기계발서이다. 2007년 5월 28일 국일출판사가 초판을 발행하였다.

## 저자
저자인 이지성은 이 책을 발행하기 전, 과거 《18시간 몰입의 법칙》, 《솔로몬 학습법》, 《성공하는 아이에게는 미래형 커리큘럼이 있다》와 같은 책들을 발행하였다.

## 주요 내용
저자는 책을 통해 자신이 개발한 {\displaystyle R=VD} 공식을 독자들에게 알려주고 있다. {\displaystyle R=VD}는 Realization = Vivid Dream의 준말로써, 이를 풀면 “자신이 바라는 바를 생생하게 꿈꿀 경우 훗날 그 꿈이 이뤄진다.”라는 의미가 된다. 책에는 {\displaystyle R=VD} 공식을 실천한 여러 위인들의 사례, 그리고 생활 속에서 이를 어떻게 실천해 나가는 지에 대해 나와 있다.  ㅤ ㅤ 
ㅤ 